# ۲۲ آذر
۲۲ آذر دویست و شصت و هشتمین روز از سال در گاه‌شماری خورشیدی است. به پایان سال ۹۷ روز (۹۸ روز در سال کبیسه) باقی‌است.

## رویدادها
- ۱۳۳۶ - زمین‌لرزه ۱۳۳۶ فارسینج

## زادروزها
- ۱۲۶۰ - حسین علاء، سیاستمدار و نخست‌وزیر ایران در دوره پهلوی
- ۱۳۳۳ - رسول صدرعاملی، کارگردان
- ۱۳۵۱ - شاهکار بینش‌پژوه، ترانه‌سرا، خواننده و آهنگساز
- ۱۳۵۲ - غلامرضا بروسان، شاعر

## درگذشت‌ها
- ۱۳۹۹ - روح‌الله زم، روزنامه‌نگار و فعال سیاسی و از مخالفان نظام جمهوری اسلامی